# 亞歷山大·別利亞耶夫

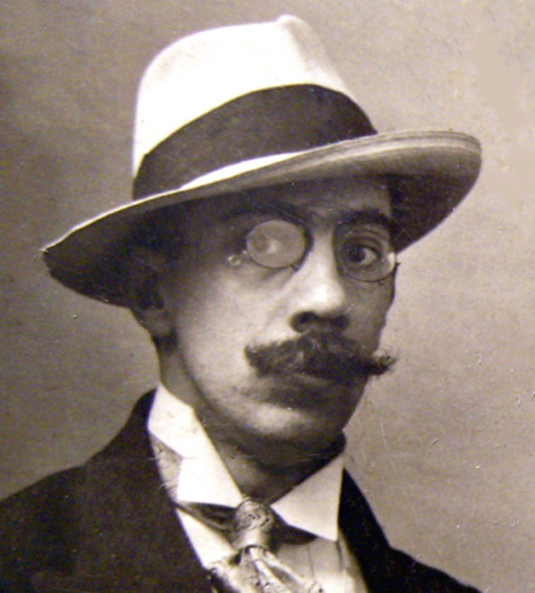
亚历山大·罗曼诺维奇·别利亚耶夫

亚历山大·罗曼诺维奇·别列亚耶夫（俄语：Алекса́ндр Рома́нович Беля́ев，羅馬化：Aleksandr Romanovich Belyayev，1884年—1942年），苏联科幻小说作家，作品有《陶威尔教授的头颅》（1925年）、《水陆两栖人》（1928年）等等，被称为「苏联科幻之父」。《水陆两栖人》（1967年）和《陶威尔教授的头颅》（1984年）曾在苏联被改编成电影。 
1884年生于斯摩棱斯克，1942年在纳粹占领的普希金市死于饥饿。他的妻子和女儿被纳粹带到了波兰。

## 生平
亚历山大·别利亚耶夫出生于斯摩棱斯克的一个东正教神父家庭。父亲在接连失去两个孩子（妹妹妮娜幼年因肉瘤夭折，兽医专业在读的弟弟瓦西里在乘船旅行时溺水身亡）后，希望他继承家族传统，将其送入斯摩棱斯克神学院就读。然而别利亚耶夫并未表现出虔诚信仰，甚至在神学院期间成为无神论者。毕业后，他并未宣誓成为神职人员，转而进入法学院深造。求学期间父亲去世，他不得不通过家教和戏剧创作来维持母亲及其他家人的生计。
1906年从法学院毕业后，别利亚耶夫成为执业律师并建立起良好声誉。这一时期经济状况显著改善，他常在胜诉后周游各国作为休憩。其间他持续进行小规模写作，对文学的兴趣与日俱增，最终于1914年弃法从文。然而恰逢而立之年，他患上了肺结核。
由于治疗未见成效，感染蔓延至脊椎导致腿部瘫痪。别利亚耶夫常年承受剧痛，瘫痪状态持续六年之久。妻子因不愿照料病患离他而去。为寻求有效治疗，他携母亲与老保姆迁居雅尔塔。在病榻疗养期间，他研读儒勒·凡尔纳、赫伯特·乔治·威尔斯与康斯坦丁·齐奥尔科夫斯基著作，并开始创作诗歌。
至1922年战胜病魔后，他尝试在雅尔塔谋生。曾短暂担任警局督察，也从事过图书管理员等零工，但生活依旧困顿。1923年移居莫斯科重操旧业，为多家苏联机构担任法律顾问。同期，别利亚耶夫正式开始科幻小说创作生涯，1925年出版首部长篇《陶威尔教授的头颅》（Голова профессора Доуэля）。1931年起携妻女定居列宁格勒，幼女1930年因脑膜炎夭折，年仅六岁。1934年威尔斯访苏期间，他在列宁格勒与之会面。
晚年别利亚耶夫居于列宁格勒郊外的普希金（旧称皇村）。苏德战争初期，因数月前刚接受手术尚在康复，他拒绝撤离后方。
别利亚耶夫最终于1942年在纳粹德国占领下的普希金死于饥饿，其确切安葬地点未知。普希金镇喀山公墓内立有一块纪念石碑，该处为推测葬有其遗骸的集体墓地所在。
他的妻子与女儿幸存，但因别利亚耶夫妻子的母亲具有瑞典血统，二人被纳粹登记为德裔居民。战争末期，她们被纳粹强行带往波兰。这一经历导致战后苏联当局将她们视为通敌者，母女倆被流放至西西伯利亚的巴尔瑙尔，在当地生活了11年。

## 作品的臺灣漢文译本
1971年，臺灣曾經由東方出版社，翻譯日本岩崎書店1963年所出版的「ベリャーエフ少年空想科学小説選集（页面存档备份，存于）」，出版「科學幻想小說選集（页面存档备份，存于）」，共計6冊，分別是《世界末日》，《靈象的祕密》，《永久食糧》，《賣空氣的人》，《失去真面目的人》，《德埃爾博士的腦袋》。
- 别利亞耶夫/著，《世界末日（俄语：Светопреставление (рассказ)）》，東方出版社，1971年。原著書名Светопреставление，1929。
- 别利亞耶夫/著，《靈象的祕密（英语：Hoity Toity (novel)）》，東方出版社，1971年。此書包含二故事，Хойти-Тойти, 1929；Прыжок в Ничто, 1933（Jump into the Void） 。
- 别利亞耶夫/著，《賣空氣的人（英语：The Air Seller）》，東方出版社，1971年。原著書名Продавец Воздуха, 1929。
- 别利亞耶夫/著，《永久食糧（俄语：Вечный хлеб）》，東方出版社，1971年。原著書名Вечный Хлеб, 1928。
- 别利亞耶夫/著，《失去真面目的人（俄语：Человек, потерявший лицо）》，東方出版社，1971年。原著書名Человек, Потерявший Своё Лицо, 1929。
- 别利亞耶夫/著，《德埃爾博士的腦袋（英语：Professor Dowell's Head）》，東方出版社，1971年。原著書名Голова Профессора Доуэля, 1925。

## 书目
- Alexander Beliaev, Amphibian, Moscow, Raduga Publisher, 1986. ISBN 5-05-000659-7
- Alexander Beliaev, Professor Dowell's head, New York, Macmillan, 1980. ISBN 0-02-508370-8